# Looking Back (Caravan)
Looking Back is het negentiende album van de Britse progressieve rockband Caravan. Het is een verzamelwerk met nummers uit het begin van de zeventiger jaren.

## Tracklist
1. If I Could Do It All Over Again, I'd Do It All Over You - 3:07
2. Golf Girl - 5:00
3. Waterloo Lily - 6:46
4. The Love In Your Eye / To Catch Me A Brother / Subsultus / Débouchement / Tilbury Kecks - 12:30
5. Memory Lain, Hugh - 4:56
6. Headloss - 4:25
7. Virgin On The Ridiculous - 7:23 (live)
8. For Richard - 15:07 (live)